# Барађета (Милано)
Барађета је насеље у Италији у округу Милано, региону Ломбардија.
Према процени из 2011. у насељу је живело 41 становника. Насеље се налази на надморској висини од 111 м.